# Авл Эгрилий Плариан
Авл Эгри́лий Плариа́н (лат. Aulus Egrilius Plarianus; умер после 128 года) — древнеримский политический первой половины II века.

## Биография
Известно, что отцом Плариана, — по всей видимости, приёмным, — являлся военный трибун Авл Эгрилий Руф, родиной которого могла быть Остия. В 128 году Плариан занимал должность консула-суффекта совместно с Квинтом Планием Сардом Луцием Варием Амбибулом.
Его младший брат, Марк Ацилий Приск Эгрилий Плариан, в своё время усыновлённый неким Марком Ацилием Приском, был префектом Сатурнова эрария в 126 году.

## Примечание
1. ↑  Corpus Inscriptionum Latinarum 11, 1075.